# تامالی
تامالی (به لاتین: Tamale, Ghana) سومین شهر بزرگ پس از آکرا و کوماسی در غنا است که در استان شمالی واقع شده‌است.

## خصوصیات
تامالی ۷۵۰ کیلومترمربع مساحت و ۵۳۷٬۹۸۶ نفر جمعیت دارد و ۱۵۱ متر بالاتر از سطح دریا واقع شده‌است.

## خواهرخوانده
شهرهای لوییویل، کنتاکی، Fada N'gourma و نیامی خواهرخوانده‌های تامالی هستند.